# Javid Samadov
Javid Samadov (en azerí: Cavid Səmədov; Bakú, 14 de mayo de 1987) es un cantante de ópera de Azerbaiyán.

## Biografía
Javid Samadov nació el 14 de mayo de 1987 en Bakú.
Se graduó de la Academia de Música de Bakú en nombre de Uzeyir Hajibeyov. Cuando era estudiante en la academia, fue invitado al Centro de Ópera de Galina Vishnévskaya en Moscú.
Después de graduarse de la academia, continuó su educación en Italia en la Academia de Música de Osimo y en la Academia de Renata Tebaldi y Mario del Monaco en Pésaro. También participó en clases magistrales con William Matteuzzi, Harriet Lawson,  Lella Cuberli,  Raina Kabaivanska, Antonio Juvarra, Alla Simoni, Carlo Morganti, Mario Melani, Segio Segalini, Thomas Hampson, Pietro Spagnioli, Cinzia Forte, Verena Keller, Andreas Schuller, and Cristina Muti.
Javid Samadov empezó a su carrera profesional en el Teatro de Ópera y Ballet Académico Estatal de Azerbaiyán en 2007. Él debutó en Europa como Belcore en la ópera El elixir de amor de Gaetano Donizetti en el Teatro Romano de Gubbio.
En 2010 interpretó en el Segundo Festival İnternacional de Música de Gabala con la Royal Philharmonic Orchestra. En 2011 fue galardonado con el Premio del Presidente de Azerbaiyán, Ilham Aliyev.
Javid Samadov participó en los festivales internacionales y conciertos en Grecia, Suiza, Israel, Kazajistán, Rusia, Alemania, Italia, etc.
Actualmente Javid Samadov vive en la ciudad de Núrenberg de Alemania.

## Repertorio
- Escamilio, Morales – Carmen de Georges Bizet
- Belcore - El elixir de amor de Gaetano Donizetti
- Leporello, Masetto – Don Giovanni de Wolfgang Amadeus Mozart
- Conde Almaviva – Las bodas de Fígaro de Wolfgang Amadeus Mozart
- Papageno – La flauta mágica de Wolfgang Amadeus Mozart
- Roucher - Andrea Chénier de Umberto Giordano
- El Guardabosques – Rusalka de Antonín Dvořák
- Donner – El oro del Rin de Richard Wagner
- Melot – Tristán e Isolda de Richard Wagner
- Robert – Iolanta de Piotr Ilich Chaikovski
- Barón Douphol - La traviata de Giuseppe Verdi
- Marcello – La bohème de Giacomo Puccini
- Novfel – Leyli y Medzhnun de Uzeyir Hajibeyov